# Miss Secret Agent 2
Miss Secret Agent 2 (engelska Miss Congeniality 2: Armed and Fabulous) är en amerikansk action-komedi från 2005 som är regisserad av John Pasquin med Sandra Bullock i huvudrollen som Gracie Hart. Filmen hade Sverigepremiär den 1 april 2005.

## Handling
Efter sina bravader i förra filmen har Gracie Hart (Sandra Bullock) mest sysslat med att bli intervjuad i TV-shower och sälja sin bok än polisarbete, men när hennes vänner Cheryl (Heather Burns) och Stan (William Shatner) kidnappas i Las Vegas får hon ordna upp det hela.

## Om filmen
Filmen är inspelad bland annat i Burbank, Los Angeles och Ontario International Airport i Ontario, Kalifornien, Goodsprings och Las Vegas i Nevada samt i New York.

## Rollista (i urval)
- Sandra Bullock - Gracie Hart
- Regina King - Sam Fuller
- Enrique Murciano - Jeff Foreman
- Diedrich Bader - Joel Myers
- Heather Burns - Cheryl Frasier
- William Shatner - Stan Fields
- Nick Offerman - Karl Steele
- Abraham Benrubi - Lou Steele
- Treat Williams - Walter Collins
- Elisabeth Rohm - Janet McCarren
- Ernie Hudson - Harry McDonald
- Lusia Strus - Janine
- Leslie Erin Grossman - Pam
- Susan Chuang - Tobin
- William O'Leary - Jenkins
- Dolly Parton - sig själv